# Шелия, Авксентий Зосимович
Авксентий Зосимович Шелия (1913 год, село Гагида, Сухумский округ, Кутаисская губерния, Российская империя — неизвестно, село Гагида, Гальский район, Абхазская АССР, Грузинская ССР) — бригадир колхоза «Чита Чхория» Гальского района, Абхазская АССР, Грузинская ССР. Герой Социалистического Труда (1948).

## Биография
Родился в 1913 году в крестьянской семье в селе Гагида Сухумского округа.
С раннего возраста трудился в сельском хозяйстве. В послевоенные годы трудился бригадиром в колхозе «Чита Чхория» Гальского района.
В 1947 году бригада под его руководством собрала в среднем с каждого гектара по 71,1 центнера кукурузы на участке площадью 6 гектаров. Указом Президиума Верховного Совета СССР от 21 февраля 1948 года удостоен звания Героя Социалистического Труда за «получение высоких урожаев кукурузы и пшеницы в 1947 году» с вручением ордена Ленина и золотой медали «Серп и Молот» (№ 769).
Этим же указом званием Героя Социалистического Труда были награждены труженики колхоза «Чита Чхория» бригадир Исидор Несторович Кахиани, звеньевые Калистрат Петрович Джалагония, Дзика Ростомович Кварацхелия и Виктор Басаевич Пацация.
После выхода на пенсию проживал в родном селе Гагида. Дата смерти не установлена.